# 越冬つばめ
「越冬つばめ」（えっとうつばめ）は、1983年8月21日に発売された森昌子の41枚目のシングルである。

## 解説
- 表題曲は、シンガーソングライターの円広志が本名の篠原義彦名義で作曲を手掛けた。森はこの曲で1983年の『第34回NHK紅白歌合戦』に出場しており、歌唱途中で感極まり涙を流すシーンがあった[要出典]。それから18年後の2001年の『第52回NHK紅白歌合戦』でも、自身ヒットソングメドレーの中で「せんせい」（1972年）と「哀しみ本線日本海」（1981年）のシングル曲2曲と共に歌われた。
- TBSテレビ『ザ・ベストテン』では、翌1984年1月19日放送時に「今週のスポットライト」コーナーで出演している。

## 収録曲
- 両楽曲共に、編曲：竜崎孝路

1. 越冬つばめ（3分59秒）
作詞：石原信一／作曲：篠原義彦
2. 紅花になりたい（2分59秒）
作詞：杉紀彦／作曲：幸耕平

## カバー
- 1984年、円広志（作曲者によるセルフカバー。シングルA面）
- 1998年、中澤裕子（アルバム『中澤ゆうこ 第一章』に収録）
- 2007年、中森明菜（アルバム『艶華 -Enka-』に収録）
- 2009年、沢田知可子（アルバム『歌姫ものがたり』に収録）
- 2012年、丘みどり（シングル「木曽恋がらす」のカップリング）
- 2013年、岩佐美咲（アルバム『リクエスト・カバーズ』に収録）
- 2021年、城之内早苗（シングル「恋衣」DX版に収録）
- 2023年、HiREN(CV:花耶)（配信のみ）【ウタヒメドリーム】